# Soro (ort)
Soro är en ort i Indien.   Den ligger i distriktet Bāleshwar och delstaten Odisha, i den östra delen av landet, 1 300 km sydost om huvudstaden New Delhi. Soro ligger 17 meter över havet och antalet invånare är 29 797.
Terrängen runt Soro är platt. Runt Soro är det tätbefolkat, med 511 invånare per kvadratkilometer. Närmaste större samhälle är Bāsudebpur, 18,1 km söder om Soro. Trakten runt Soro består till största delen av jordbruksmark.